# Sándor Jemnitz
Dans le nom hongrois Jemnitz Sándor, le nom de famille précède le prénom, mais cet article utilise l’ordre habituel en français Sándor Jemnitz, où le prénom précède le nom.
Sándor Jemnitz, aussi connu sous le nom d'Alexander Jemnitz (né le 9 août 1890 à Budapest – mort le 8 août 1963 à Balatonföldvár), est un compositeur, chef d'orchestre, critique musical et auteur hongrois.

## Biographie
Jemnitz a étudié la composition avec Hans von Koessler à l'Université de musique Franz-Liszt de 1906 à 1908, puis a continué ses études à l'Université de musique de Leipzig où il étudia l'orgue avec Karl Straube, le violon avec Hans Sitt, la composition avec Max Reger, et la direction avec Arthur Nikisch. De 1913 à 1915, Jemnitz vit à Berlin et étudie la composition avec Arnold Schoenberg et commence à écrire des articles sur la musique, dont plusieurs sont publiés dans Die Musik en 1914 et 1915.
Jemnitz retourne en Hongrie en 1916 et écrit de nombreux articles pour des journaux et des périodiques. De 1924 à 1950 il est critique musical régulier du journal Népszava. Jemnitz enseigne au Conservatoire de musique Béla Bartók à Budapest jusqu'en 1951. Pendant ses dernières années, il a publié plusieurs livres populaires sur plusieurs compositeurs dont Felix Mendelssohn, Frédéric Chopin and Wolfgang Amadeus Mozart.
Le style musical de Jemnitz est fortement influencé par Reger et Schoenberg. Ses compositions incluent des œuvres pour orchestre, piano, ainsi que de la musique chorale et vocale et de la musique de chambre.

## Œuvres (sélection)

### Musique scénique
- Divertimento, ballet en 3 scènes (1921, 1947); arrangement du Concerto pour orchestre de chambre

### Musique orchestrale
- 7 Miniatures (Hét miniatűr nagyzenekarra) (1919, 1947); orchestration partielle de 17 Bagatelles pour piano
- Concerto pour orchestre de chambre, Op. 12 (1921)
- Prelude and Fugue, Op. 13 (1933)
- Nyitány békeünnepélyre (Ouverture pour un festival de paix), Op. 58 (1951)
- Concerto pour orchestre à cordes, Op. 61 (1954)

## Musique de chambre
- Quatuor à cordes n° 1, Op. 2b (1911)
- Quatuor pour violon, alto, violoncelle et orgue, Op. 7 (1918)
- Sonate n° 1 en la mineur pour violon et piano, Op. 10 (1920)
- Sonate n° 2 en ré mineur pour violon et piano, Op. 14 (1920)
- Sonate en ré mineur pour violoncelle et piano, Op. 17 (1922)
- Sonate n° 1 en la mineur pour violon solo, Op. 18 (1922)
- Trio pour 2 hautbois et cor anglais, Op. 19 n° 1 (1925)
- Trio pour flûte, violon et alto, Op. 19 n° 2 (1923)
- Trio à cordes, Op. 21 (1924)
- Sonate n° 3 pour violon et piano, Op. 22 (1923)
- Sérénade pour violon, alto et violoncelle, Op. 24 (1927)
- Duo-Sonata pour alto et violoncelle, Op. 25 (1927)
- Sonate pour flûte et piano, Op. 27 (1930–1931)
- Duo-Sonata pour saxophone et banjo, Op. 28 (1934)
- Partita pour 2 violons, Op. 29 (1932)
- Sonate pour violoncelle solo, Op. 31 (1933)
- Trio pour violon, alto et guitare, Op. 33 (1932)
- Sonate pour harpe, Op. 34 (1933)
- Sonate pour contrebasse solo, Op. 36 (1935)
- Sonate n° 2 pour violon solo, Op. 37 (1935)
- Sonate pour trompette solo, Op. 39 (1938)
- Quatuor pour 3 trompettes et trompette basse, Op. 41a (1925)
- Sonate pour flûte solo, Op. 43 (1938)
- Sonate n° 3 pour violon solo, Op. 44 (1938)
- Sonate pour alto solo, Op. 46 (1941)
- Quatuor à cordes n° 2, Op. 55 (1950)
- Suite n° 1 pour violon et piano, Op. 57 (1952)
- Suite n° 2 pour violon et piano, Op. 60 (1953)
- Capriccio pour violon et piano, Op. 60b (1953)
- A levél (La lettre) pour contrebasse solo, Op. 69 (1956)
- Trio pour flûte, hautbois et clarinette, Op. 70 (1958)
- Fantasia, Intermezzo, Burla pour clarinette et piano, Op. 74 (1965)

### Orgue
- Introductio, passacaglia e fuga, Op. 1 (1914)
- Sonata per pedale (Sonate pour orgue avec pédalier), Op. 42 (1938)
- Sonate n° 1, Op. 68 (1955)
- Sonate n° 2, Op. 72 (1957)

### Piano
- Aus der Regerstunde, 3 pièces, Op. 2a (1915)
- 2 Sonatines, Op. 4 (1919)
- 17 Bagatelles, Op. 5 (1919); partiellement orchestré comme 7 Miniatures (1947)
- Sonate n° 1, Op. 8 (1914)
- Fegyvertánc (Danse de la guerre) (1921)
- Ornament (1925)
- Sonate n° 2 Sonate de la danse (Tanzsonate), Op. 23 (1927)
- Sonate n° 3, Op. 26 (1929)
- Sonate n° 4, Op. 30 (1933)
- Recueil, Op. 38 (1938–1945)
- Táncra I (Pour danser I), Op. 56 (1950)
- 8 Pièces (1951)
- Táncra II (Pour danser II), Op. 65 (1953–1954)
- Sonate n° 5, Op. 64 (1954)
- Ugrós tánc (Danse du saut) pour piano 4 mains (1958)

### Musique vocale
- An einen Boten pour voix et piano (publication en 1914); paroles extraites du Des Knaben Wunderhorn
- 9 Lieder pour voix et piano, Op. 3; aussi publié comme Op. 2
- Schicksal pour voix et piano (1919); paroles de Ludwig Uhland
- 9 Lieder pour basse et piano, Op. 6 (publication en 1920)
- 2 mélodies (1922); paroles de T. Raith
- 5 Uhlandlieder (5 chansons de Uhland) pour voix et piano, Op. 11 (publication en 1925); paroles de Ludwig Uhland
- 11 Lieder pour voix et piano, Op. 15
- Három Kassák-dal (3 chansons Kassák) pour voix et piano, Op. 50; paroles de Lajos Kassák
- 6 chansons sur des poèmes de Dezső Kosztolányi pour voix et piano, Op. 62; paroles de Dezső Kosztolányi

### Musique chorale
- 7 chœurs d'hommes pour chœur d'hommes a cappella, Op. 16; paroles de Ernst Lissauer

## Discographie
- Jemnitz: Sonate pour flûte solo – Solos: 20th Century Hungarian Works for Flute; Gergely Ittzés (flûte); Hungaroton (1999)
- Jemnitz: Sonate pour alto solo – Chamber Music; László Bársony (alto); Hungaroton 31991 (2001)
- Jemnitz: Trio pour violon, alto et guitare – Benjamin Hudson (violon); Kim Kashkashian (alto); David Starobin (guitare); A Song from the East, Bridge Classics BDG 9004 (1987); David Starobin Favorite Tracks Vol. 2, Bridge Classics BDG 9292 (2009)

## Sources
- Czigány, Gyula (1979). Contemporary Hungarian Composers, 4e édition, Budapest, Editio Musica, pp. 80–81.